# Asterix och vikingarna (film)
Asterix och vikingarna är en animerad långfilm från 2006. Filmen är baserad på seriealbumet Asterix och vikingarna (Astérix et les Normands) som 1967 för första gången utkom på franska.
Filmen hade världspremiär i Belgien den 5 april 2006 och svensk premiär den 18 augusti samma år, åldersgränsen är 7 år.

## Handling
Hövdingen Majestixs släkting Justforkix besöker den lilla byn i Gallien. Asterix och Obelix får uppdraget att utbilda den fega ynglingen från Lutetia till en riktig kämpe.
Samtidig funderar vikingarna i norr över vem som är mest rädd i världen. Enligt legenden ska denna person ha förmåga att flyga. Vikingarnas hövding vill lära sig att flyga och frågar sin schaman var han kan hitta den ängsligaste människan. Schamanen visar bara på kartan och av en slump hamnar fingret på stället där Asterix by är förtecknad. När vikingarnas fartyg når Gallien ser de Justforkix och då de tror att det är personen de söker fångar vikingarna honom. Asterix och Obelix ger sig ut till vikingarnas land för att föra Justforkix tillbaka.

## Rollista (urval)

### Franska röster
- Roger Carel – Asterix / Idefix
- Jacques Frantz – Obelix
- Lorànt Deutsch – Goudurix
- Sara Forestier – Abba
- Pierre Palmade – kryptograf
- Brigitte Viturbes – Vikea
- Michel Vigné – Olaf

### Svenska röster
- Reine Brynolfsson – Asterix
- Ulf Larsson – Obelix
- Jakob Stadell – Goudurix
- Claudia Galli – Abba
- Jan Åström – hövding Storslägga
- Guy de la Berg – kryptograf
- Sussie Eriksson – Vikea
- Adam Fietz – Olaf
- Stephan Karlsén – Majestix
- Andreas Nilsson – berättare
- Steve Kratz – Crabbofix
- Ole Ornered – Troubadix
- Ewa Fröling – Bonemine
- Nils Eklund – Miraculix

- Övriga röster – Andreas Rothlin Svensson, Anna Lundström, Jessica Strömberg, Lawrence Mackrory, Peter Sjöquist, Robert Iversen
- Regissör – Maria Rydberg
- Översättning – Mikael Nilsson
- Inspelningstekniker – Rickard Sporrong
- Svensk version producerad av Sun Studio[33][34]